# Hollinger Inc.
Hollinger Inc. war ein kanadisches Medienunternehmen mit Sitz in Toronto, das von Conrad Black gegründet wurde. Das Unternehmen war zeitweise das drittgrößte Medienimperium weltweit. Das Unternehmen ging 2007 in den Konkurs.

## Geschichte
Hollinger Inc. wurde von dem kanadischen Geschäftsmann Conrad Black als eine Holding gegründet, um seine Beteiligungen in diversen Mediengesellschaften zu steuern, nachdem er 1986 die Zeitung The Daily Telegraph gekauft und die Kontrolle übernommen hat. Das Unternehmen übernahm ihren Namen von der Firma Hollinger Gold Mines, die im Jahr 1909 gegründet wurde und später zu Hollinger Mines wurde. Es war der Eigentümer einer der größten Goldminen der Welt nahe Timmins, Ontario. Diese Firma wurde von E.P. Taylors Firmengruppe Argus Corporation gekauft. Conrad Black übernahm dann 1978 die Kontrolle von Argus, verkaufte deren Vermögensbestände jedoch 1985 wieder.
Hollinger Inc. wiederum wurde von der in Kanada ansässigen Ravelston Corporation kontrolliert, die als personenbezogene Holding für Conrad Black diente. Im Sommer 2005 wurde Ravelston einem Konkursverwalter unterstellt.

### Die Holdings
Hollinger Inc. war die Muttergesellschaft der in Chicago ansässigen Firma Hollinger International, die primär aus einer Gruppe von Zeitungen aus Chicago bestand. Ihr Flaggschiff war die Chicago Sun-Times. Hollinger Inc. besaß auch die Zeitung The Jerusalem Post und hatte Beteiligungen an australischen sowie kanadischen Zeitungsketten. Hollinger’s nicht-kanadische Zeitungen wurden 1996 an die Hollinger International verkauft. Im Jahr 2000 verkaufte Hollinger Inc. seine kanadischen Zeitungen, Magazine und Beteiligungen an CanWest Global Communications für 3.5 Milliarden $. Hollinger Inc. wurde eine Holding, die sich an den verschiedensten Firmen beteiligte, was auch die Anteile an Hollinger International einschloss. Die Eigentümer-Struktur von Hollinger und anderen dazu in Beziehung stehenden Unternehmen wurde als „komplex“ und „verschlungen“ bezeichnet.

### Das Ende des Unternehmens
Eine Serie von Zahlungen, die als „non-competition“ (zu Deutsch sinngemäß: „nicht zum Verkaufsgeschäft gehörend“) und als Verwaltungsgebühren deklariert wurden und die zwischen 1999 und 2003 an Black und seine verbundenen Firmen ergangen waren, sollte in Folge zu einem längeren Gerichts- und Regulierungsverfahren führen. In den Jahren 2003 und 2004 wurde Black als Eigentümer von Hollinger Inc. und anderen Unternehmenspositionen entfernt, nachdem Vorwürfe laut und Ansprüche geltend gemacht wurden, er habe das Unternehmen aus Profitgier geplündert. Die Aktionäre mussten zur Kenntnis nehmen, dass sich die Firma in ernsten finanziellen Schwierigkeiten befand. Kurz darauf führte eine Anzahl von Gerichts- und Regulierungsauflagen dazu, dass das Unternehmen keine Einkünfte oder ein operatives Geschäft mehr vorweisen konnte.
Am 2. August 2007 reichte Hollinger in Kanada und den Vereinigten Staaten einen Konkursantrag ein. Zu diesem Zeitpunkt gehörten 78 % des Unternehmens Black’s Firma Ravelston. Hollinger Inc. behielt jedoch weiter die Kontrolle über die Sun-Media Times Group Inc. Die Aktien von Hollinger Inc. wurden im August 2008 von der Toronto Stock Exchange ausgelistet.